# 万礼车厂
萬禮车廠是位於新加坡萬禮的一個綜合的鐵路和巴士車廠。該地铁車廠是湯申－東海岸線的維修和控制中心，而巴士車廠則用於三巴旺－义顺巴士包车组。
該設施位於佔地32公顷的地塊上，毗鄰萬禮路、實里達高速公路和羅弄拉达希丹，在曾经胡姬山庄（英語：Orchidville）的地點上。
該車廠位於湯申－東海岸線的兀蘭站和春叶站之間，設有三條接收軌道：一條向北通往兀蘭站，另外兩條向南通往春叶站。

## 历史
該車廠於2011年6月16日由陆路交通管理局首次宣佈，施工始於2012年底，並預計是一個地面車廠。新加坡最大的蘭花園胡姬山庄於2012年12月11日遷移到了双溪登加，而車廠的建設則於2013年1月開始進行。
T201合約的內容包括萬礼車廠及其相關設施的建設工程，於2013年10月頒給了裕合私人有限公司（英語：Jurong Primewide Pte Ltd），中標金額為新幣3.29億元。施工工程於2013年12月開始，預計在2019年完工。
T206合約的內容包括在兀蘭站、兀蘭南站和萬礼車廠之間建設隧道，於2013年10月18日頒給了上海隧道工程股份有限公司，中標金額為新幣4.21億元。施工工程於2014年開始，預計在2020年完工。 該合約包括完成在兀蘭站和兀蘭南站之間的雙子隧道，在兀蘭南站和萬礼車廠之間的雙子隧道，以及在兀蘭站和萬礼車廠之間的單一隧道。
2020年10月，巴士車廠被正式移交給易塔通，該公司在上個月獲得了三巴旺-义顺巴士包裹的合約。

## 设计
這個車廠包括一個鐵路管理大樓、車廠、測試軌道、倉庫和維修車間。管理大樓將容納湯申-東海岸線的運營控制中心（OCC）和車廠控制中心（DCC）。車廠可容納90列火車，並由东海岸综合车厂提供支援。維修車間可以同時為11列火車進行維修保養。 车厂处也將建造一座66千伏的變電站來支持湯申-東海岸線的運營。
巴士車廠位於火車車廠的頂部，並為在巴士承包模式下的三巴旺-义顺巴士包裹提供停車和維修設施，至少可容納550輛巴士。